# Nezikin
 (mai 2020).
Si vous disposez d'ouvrages ou d'articles de référence ou si vous connaissez des sites web de qualité traitant du thème abordé ici, merci de compléter l'article en donnant les références utiles à sa vérifiabilité et en les liant à la section « Notes et références ».

“La justice, poursuis la justice”

L’ordre Nezikin (en hébreu : סדר נזיקין Seder Nezikin, « ordre des dommages ») est le quatrième des six ordres de la Mishna. Il comprend 10 traités et a pour objet les lois pénale et civile juives.

## Objet de l'ordreNezikin
L'ordre Nezikin regroupe les directives d'application des prescriptions bibliques concernant. Il résulte de la compilation des traditions orales des différents docteurs de la Loi ayant exercé avant la clôture de la Mishna, en 200 EC.

## Traités de l’ordre Nezikin
L'ordre Nezikin comporte dix traités, possédant tous une Guemara (développement talmudique de la Mishna) dans le Talmud de Babylone et le Talmud de Jérusalem. L’ordre « canonique » des traités, dressé par Moïse Maïmonide, est le suivant :
1. Baba Kama (בבא קמא, « première porte »)
2. Baba Metzia (בבא מציעא, « porte du milieu »)
3. Baba Batra (בבא בתרא, « dernière porte »)
4. Sanhedrin  (סנהדרין,« Sanhédrin »)
5. Makkot (מכות, « punitions corporelles »)
6. Shevou'ot (שבועות, « serments »)
7. Edouyot (עדויות, « témoignages »)
8. Avoda Zara (עבודה זרה,« idolâtrie »)
9. Avot (אבות, « les pères »)
10. Horayot (הוריות, « Décisions »)